# Maison des 16 et 18 de la rue du Docteur-Degrenne à Lisieux
La maison des 16 et 18 de la rue du Docteur-Degrenne est un édifice  situés à Lisieux, dans le département français du Calvados, en France.

## Localisation
Le monument est situé aux 16 et 18 de la rue du Docteur-Degrenne, à 300 mètres à l'ouest de la cathédrale Saint-Pierre.

## Architecture
L'édifice est inscrit au titre des Monuments historiques depuis le 18 février 1948.

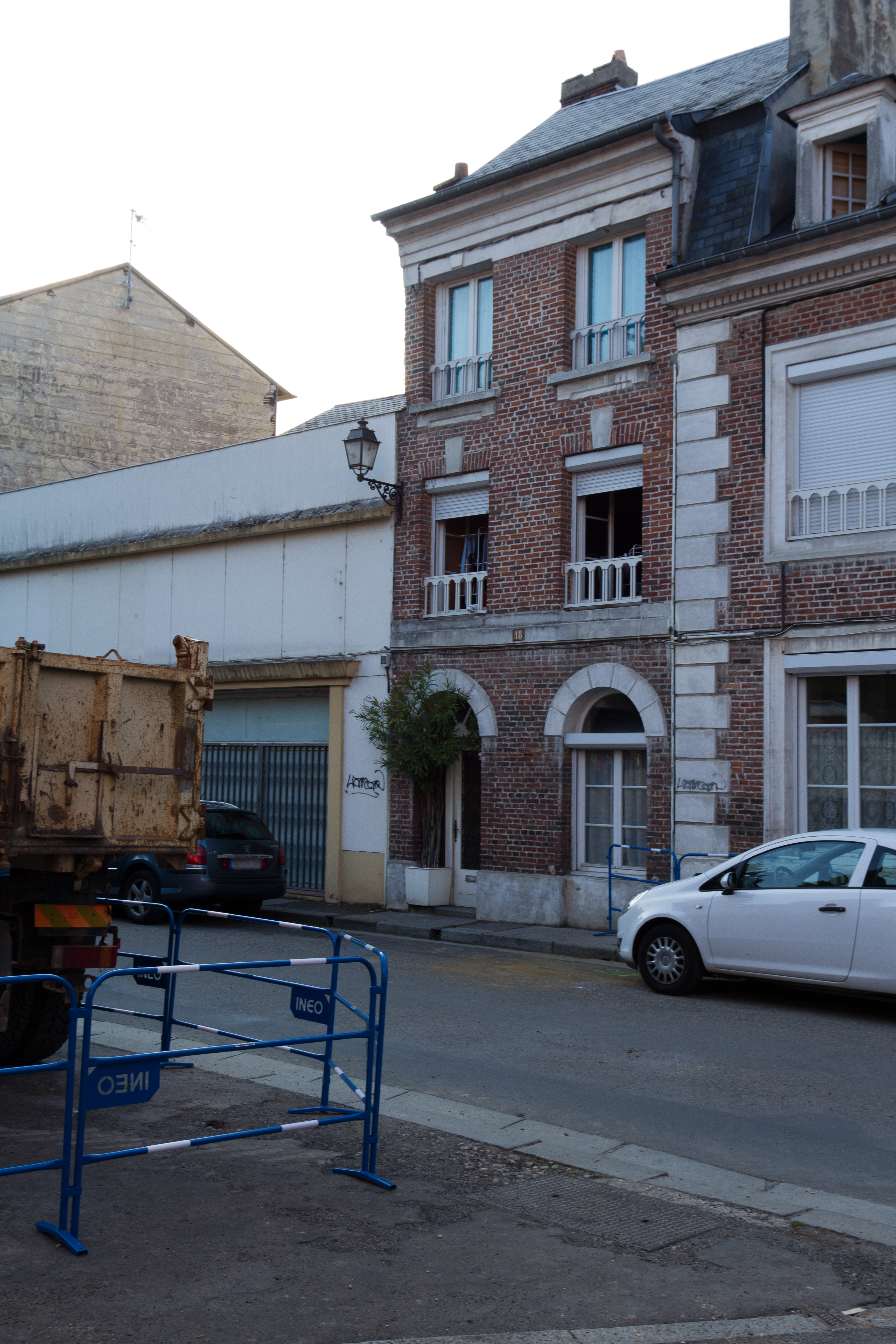
La façade du 18.
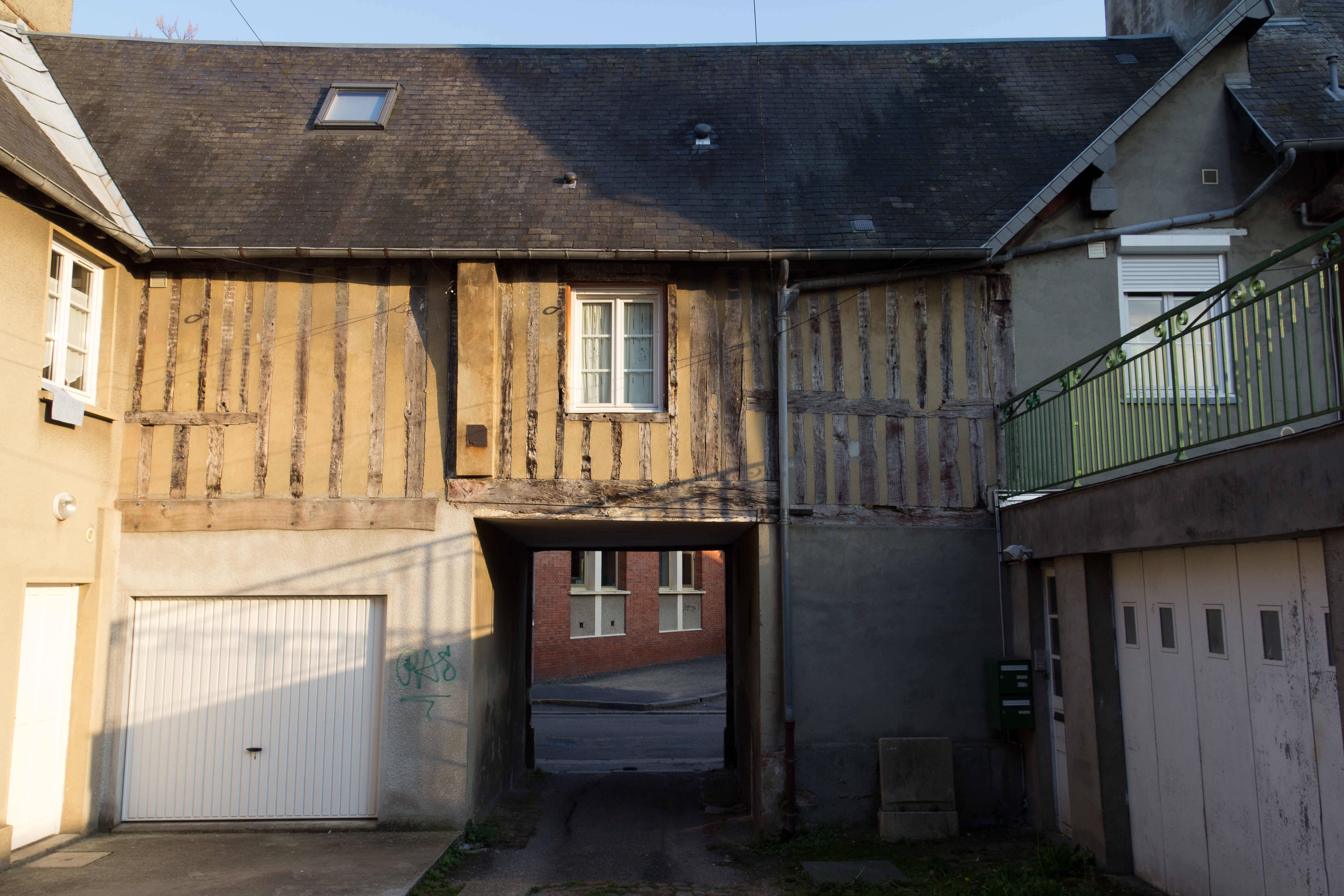
Mur arrière à pan de bois.